# Mauricio Ardila
Ardila  Cano est un nom espagnol. Le premier nom de famille, en général paternel, est Ardila ; le second, en général maternel, souvent omis, est Cano.
Mauricio Alberto Ardila Cano (né le 21 mai 1979 à Yarumal dans le département d'Antioquia) est un coureur cycliste colombien, professionnel entre 2002 et 2017.

## Biographie

### 2002-2004: les débuts
Mauricio Ardila commence sa carrière de cycliste professionnel dans l'équipe Marlux en 2002, avec laquelle il montre des qualités de grimpeur, remportant dès 2002 une étape du Tour de l'Avenir, puis terminant notamment quatrième de la Subida a Urkiola et du GP Llodio en Espagne en 2003. En 2004, il signe chez Chocolade Jacques, avec laquelle il participe à son premier Tour d'Italie, qu'il termine à la 31e place. En septembre, sur le Tour de Grande-Bretagne, il remporte sa première victoire, sur la 2e étape, puis la 4e. Il remporte ainsi haut la main le Tour de Grande-Bretagne, puis termine deuxième du Tour de Rhénanie-Palatinat quelques jours plus tard. Il s'affirme ainsi comme un remarquable coureur par étapes.

### 2005: la révélation chez Lotto-Domo
En 2005, Ardila rejoint l'équipe Lotto-Domo en 2005. En avril, il remporte une étape du Tour de Basse-Saxe, puis participe au Tour de Romandie. Il occupe un temps la huitième place du classement général, et termine finalement 12e, après un contre-la-montre qui ne lui est pas favorable. Pour son deuxième Tour d'Italie, à la faveur d'une première semaine vallonnée, il prend la huitième place du classement général, puis gagne une nouvelle place en terminant troisième de la 5e étape. Il aborde ainsi les étapes décisives en bonne position, mais perd presque 5 minutes dans le contre-la-montre de Florence. Malgré de belles étapes de montagne, il perd toute chance au classement général en perdant plus de 42 minutes dans la 14e étape. Il devient alors un équipier de luxe pour Wim Van Huffel, notamment dans la terrible 20e étape, arrivant à Sestrières par delà le Colle delle Finestre. Neuvième de cette étape, Ardila termine 27e de ce Tour d'Italie, mais aura surtout permis à Wim Van Huffel de prendre la 11e place finale. 
La même année, Ardila participe à un deuxième grand tour, son premier Tour d'Espagne. Attentif en première semaine, 26e de la première étape montagneuse, il est 25e à 7 min 41 s au pied des Pyrénées malgré le temps perdu contre-la-montre. Dès le lendemain, il termine 16e puis 12e des deux étapes menant à Andorre, et s'empare de la 15e place. Ardila s'échappe alors dans 13e étape et croit l'emporter, mais il se méprend sur l'emplacement de la ligne et doit laisser la victoire à Samuel Sánchez. À nouveau échappé dans la 15e étape, il y prend un remarquable cinquième place malgré le retour des leaders. Dans la 17e étape, il prend la quatrième place sans s'être échappé, confirmant qu'il est bien un des meilleurs grimpeurs de ce Tour d'Espagne, ce qui lui permet de se rapprocher à la 11e place du classement. Le contre-la-montre final lui permet de prendre la 9e place à Madrid. Cette performance reste sa meilleure sur une grande course par étapes.

### 2006 - 2010: Rabobank, la difficile confirmation
À partir de 2006, Ardila court sous les couleurs de la Rabobank. Pendant deux ans, il déçoit sur les grand tours. Il participe sans succès chaque année au Tour d'Italie et au Tour d'Espagne, terminant chaque fois au-delà de la 50e place. En 2008, il réussit un meilleur printemps, terminant notamment troisième du Grand Prix de Francfort. Sur le Tour d'Italie, il termine sans coups d'éclats à la 20e place du classement final, sa meilleure performance sur le Giro. Il participe à nouveau au Tour d'Espagne, mais abandonne à la 15e étape. C'est lors de son passage dans l'équipe néerlandaise qu'Ardila devient un proche de Denis Menchov, qu'il suit dans l'équipe Geox-TMC et qu'il doit rejoindre chez Katusha en 2013.

### 2012 -
Mauricio Ardila dispute la saison 2012 avec la seconde formation du projet Coldeportes, Colombia-Claro. En 2013, il revient dans l'équipe du programme Orgullo Paisa avec laquelle, il avait remporté la Vuelta de la Juventud (le Tour de Colombie Espoir), deux années de suite, en 1999 et en 2000. Il y rejoint son cousin Alex Cano et le directeur sportif de ses débuts, Gabriel Jaime Vélez.
Fin 2014, La Gazzetta dello Sport révèle qu'il fait partie des clients du controversé médecin italien Michele Ferrari.
Il met un terme à sa carrière de coureur à l'issue de la saison 2017.

## Palmarès
| - 1996 - Tour de Colombie juniors - 1999 - Tour de Colombie espoirs - 11e étape du Tour du Guatemala - 2e du championnat de Colombie du contre-la-montre espoirs - 2000 - Médaillé d'or de la course en ligne espoirs des championnats panaméricains - Tour de Colombie espoirs - 4e étape de la Vuelta a Antioquia - 2001 - 1re étape du Tour de Ségovie - Vuelta de Higuito - 2002 - 10e étape du Tour de l'Avenir - 4e étape du Tour de Suède - Classement général de la Vuelta al Valle del Cauca - 2004 - Tour de Grande-Bretagne : - Classement général - 2e et 4e étapes | - 2005 - 5e étape du Tour de Basse-Saxe - Vuelta al Valle del Cauca : - Classement général - 2e étape (contre-la-montre) - Circuito de Combita - 9e du Tour d'Espagne - 2012 - 3e étape du Tour de Bolivie (contre-la-montre par équipes) - 2e du Tour de Bolivie - 2014 - 3e étape de la Clásica de Girardot - 5e étape de la Vuelta a Boyacá - 2015 - Clásica de El Carmen de Viboral : - Classement général - 1re étape |

## Résultats sur lesgrands tours

### Tour d'Italie
8 participations
- 2004 : 31e
- 2005 : 27e
- 2006 : 98e
- 2007 : 67e
- 2008 : 20e
- 2009 : 41e
- 2010 : 15e
- 2011 : 122e

### Tour d'Espagne
6 participations
- 2005 : 9e
- 2006 : 67e
- 2007 : 67e
- 2008 : abandon (15e étape)
- 2010 : 120e
- 2011 : abandon (5e étape)

## Résultats sur les championnats
| Discipline/Année           | 2002 | 2003 | 2004 | 2005 | 2006 | 2007 | 2008 | 2009 |
| Championnats du monde      |      |      |      |      |      |      |      |      |
| Course en ligne            | Abd  |      | 21e  |      | 101e | Abd  |      | Abd  |
| Championnats panaméricains |      |      |      |      |      |      |      |      |
| Course en ligne            |      |      | Abd  |      |      |      |      |      |
| Contre-la-montre           |      |      | 5e   |      |      |      |      |      |

## Classements mondiaux
| Année                  | 2005 | 2006 | 2007 | 2008 | 2009 | 2010 | 2011 | 2012 | 2013 | 2014 | 2015 |
| ---------------------- | ---- | ---- | ---- | ---- | ---- | ---- | ---- | ---- | ---- | ---- | ---- |
| Classement ProTour     | 89e  |      |      |      |      |      |      |      |      |      |      |
| Calendrier mondial UCI |      |      |      |      |      | 146e |      |      |      |      |      |
| UCI America Tour       |      |      |      |      |      |      |      |      | 35e  |      | 485e |
| UCI Europe Tour        |      |      |      |      |      |      | 750e |      |      |      |      |